# Робанештиј де Сус (Долж)
Робанештиј де Сус (рум. Robăneștii de Sus) насеље је у Румунији у округу Долж у општини Робанешти. Oпштина се налази на надморској висини од 151 m.

## Становништво
Према подацима из 2002. године у насељу је живело 665 становника, од којих су сви румунске националности.